# Muri bij Bern
Muri bij Bern (ook Muri-Gümligen genoemd, naar de twee grootste plaatsen) is een gemeente in het Zwitserse kanton Bern, dat deel uitmaakt van het district Bern-Mittelland. Muri telt 12.901 inwoners. De gemeente bestaat uit twee ongeveer even grote woonplaatsen: Muri en Gümligen. In Muri bevindt zich een ambassade van Noord-Korea, waar ook de vertegenwoordiging voor Nederland is gehuisvest.

## Overleden
- Anna Tumarkin (1875-1951), Russisch-Zwitserse filosofe[2]
- Marthe Gosteli (1917-2017), feministe en activiste
- Werner Martignoni (1927-2024), politicus
- Kurt Linder (1933-2022), Duits voetballer en voetbalcoach